# EXILE TAKAHIRO
EXILE TAKAHIRO（エグザイル タカヒロ、1984年12月8日 - ）は、日本の歌手。EXILEのメンバー。
山口県下関市出生、長崎県佐世保市出身。身長180cm。血液型はO型。妻は女優の武井咲。

## 略歴
山口県下関市で生まれ、1年を経た頃から長崎県佐世保市で暮らす。佐世保市立広田小学校、佐世保市立広田中学校、長崎県立佐世保東翔高等学校を卒業。
両親が美容師で実家の美容室を手伝うことが当たり前の環境にあったため、進路に迷うことなく美容師を志し、福岡美容専門学校に進学。同校に通う2年間は福岡県福岡市で暮らす。在学中、美容師も参加するコンテスト「福岡県美容技術選手権大会」で優勝し、賞金を獲得した経験がある。
2005年春、就職を機に上京。表参道沿いにあった美容室MINX原宿店で働いていた。1年後、歌手を志し美容師の仕事を一旦辞める。挑戦する期間は2年を制限として決めていた。この時期は力仕事のアルバイトをしていた。
2006年9月22日、「VOCAL BATTLE AUDITION」で優勝しEXILEに加入。
2012年4月、ロックバンドACE OF SPADESを結成。
2013年6月26日、シングル「一千一秒」でソロデビュー。
2014年1月期のテレビドラマ『戦力外捜査官』で俳優デビュー。

## 人物
- 小中学生時代[19]に習っていた沖縄空手は初段[20]。中学2年の時に日本武道館で行われた全国大会「全日本少年武道錬成大会」[21]で5位に入賞した[22]。
- 小中学生時代に習っていた書道は八段[23]。展覧会への出展や、書と共に趣味である絵画も展示した個展を開催している[24]。また、沖縄県からの依頼を受け、沖縄空手会館の開館記念に書を寄贈[25]。出身市内にある佐世保市立黒島小中学校の生徒からの依頼を受け、新校舎落成記念に校門の門柱に学校名を揮毫した[26]。

### 家族
- 3歳下の妹がいる[27]。
- 2017年9月1日に女優の武井咲と結婚。ドラマ『戦力外捜査官』での共演を機に、2年半の交際期間を経て結婚に至った[28]。2018年3月に第1子女児[29]、2022年3月に第2子女児[30]、2025年2月に第3子女児の誕生を発表した[31]。

## 作品
順位はオリコン週間ランキングの最高位

### シングル
|   | 発売日        | タイトル     | 順位 |
| - | ------------- | ------------ | ---- |
| 1 | 2013年6月26日 | 一千一秒     | 2位  |
| 2 | 2014年3月5日  | Love Story   | 3位  |
| 3 | 2017年10月4日 | Eternal Love | 3位  |

### 配信シングル
| 配信日         | タイトル                          |
| -------------- | --------------------------------- |
| 2019年7月8日   | Last Night                        |
| 2019年10月16日 | YOU are ROCK STAR                 |
| 2019年11月25日 | ON THE WAY 〜愛の光〜             |
| 2020年9月28日  | 運命のヒト                        |
| 2020年12月21日 | Heavenly White EXILE RESPECT Ver. |
| 2021年8月9日   | 優しい光                          |
| 2021年12月24日 | I Believe                         |
| 2022年11月22日 | 道                                |
| 2024年9月23日  | DESTINY                           |
| 2024年12月5日  | Winter Song                       |
| 2025年2月19日  | EVOLUTION                         |

### アルバム
|   | 発売日        | タイトル       | 順位 |
| - | ------------- | -------------- | ---- |
| 1 | 2015年9月23日 | the VISIONALUX | 1位  |
| 2 | 2023年9月6日  | EXPLORE        | 13位 |

### ミニアルバム
|   | 発売日        | タイトル              | 順位 |
| - | ------------- | --------------------- | ---- |
| 1 | 2017年12月6日 | All-The-Time Memories | 6位  |

### 配信アルバム
- WILD & FREE（2024年4月10日）

### その他のソロ曲
| 発売日        | 曲名            | 収録作品                                                        |
| ------------- | --------------- | --------------------------------------------------------------- |
| 2011年3月9日  | 以心伝心        | EXILE『EXILE COVER』                                            |
| 2012年1月1日  | PLACE           | EXILE『EXILE JAPAN』                                            |
| 2021年1月22日 | Choo Choo TRAIN | 雑誌『TAKAHIROじゃらん』                                        |
| 2021年4月27日 | Lovers Again    | EXILE「PARADOX」                                                |
| 2021年6月18日 | もっと強く      | EXILE TAKAHIRO×ハラミちゃん「もっと強く - From THE FIRST TAKE」 |
| 2022年1月1日  | STAY WITH ME    | EXILE『PHOENIX』                                                |

### 参加作品
| 発売日         | 曲名                                                   | 収録作品                                        |
| -------------- | ------------------------------------------------------ | ----------------------------------------------- |
| 2009年2月25日  | My Buddy part. II                                      | J Soul Brothers『J Soul Brothers』              |
| 2012年3月7日   | All You Need Is Love                                   | JAPAN UNITED with MUSIC「All You Need Is Love」 |
| 2018年11月14日 | BELOVED feat. EXILE TAKAHIRO (from LUNATIC FEST. 2018) | GLAY「愁いのPrisoner/YOUR SONG」                |
| 2024年9月27日  | AKANEGUMO                                              | EXILE TRIBE「AKANEGUMO」                        |

### 映像作品
| 発売日         | タイトル                                                                          |
| -------------- | --------------------------------------------------------------------------------- |
| 2018年11月14日 | EXILE TRIBE FAMILY FAN CLUB EVENT "TAKAHIRO 道の駅 2017-2018"（ファンクラブ限定） |
| 2020年3月12日  | EXILE TRIBE FAMILY FAN CLUB EVENT "TAKAHIRO 道の駅 2019"（ファンクラブ限定）      |
| 2024年2月14日  | EXILE TAKAHIRO 武道館 LIVE 2023 "EXPLORE"                                         |
| 2025年2月19日  | EXILE TAKAHIRO LIVE TOUR 2024 "FULL THROTTLE"                                     |
| 2025年2月19日  | EXILE TAKAHIRO 武道館 LIVE 2024 "GLORY"                                           |
| 2025年2月19日  | EXILE TAKAHIRO LIVE 2024 SPECIAL BOX                                              |

### 作詞・作曲
| EXILEの曲         | EXILEの曲                       | EXILEの曲                                        | EXILEの曲  |
| 発売日            | 曲名                            | 収録作品                                         | 担当       |
| ----------------- | ------------------------------- | ------------------------------------------------ | ---------- |
| 2007年3月7日      | Dream Catcher                   | EXILE『EXILE EVOLUTION』                         | 作詞       |
| 2007年11月21日    | I Believe                       | EXILE「I Believe」                               | 作詞       |
| 2008年2月27日     | You're my sunshine              | EXILE「Pure/You're my sunshine」                 | 作詞       |
| 2008年7月23日     | My Buddy                        | EXILE『EXILE ENTERTAINMENT BEST』                | 作詞       |
| 2009年12月2日     | Your Smile                      | EXILE『愛すべき未来へ』                          | 作詞       |
| 2010年6月9日      | GOING ON                        | EXILE「FANTASY」                                 | 作詞       |
| 2011年3月9日      | 手紙                            | EXILE『願いの塔』                                | 作詞       |
| 2012年1月1日      | 命の花                          | EXILE『EXILE JAPAN』                             | 作詞       |
| 2018年5月4日      | Turn Back Time feat. FANTASTICS | EXILE「Turn Back Time feat. FANTASTICS」         | 作詞       |
| 2021年1月1日      | RED PHOENIX                     | EXILE TRIBE「RISING SUN TO THE WORLD」           | 作詞       |
| 2021年4月27日     | PARADOX                         | EXILE「PARADOX」                                 | 作詞       |
| 2022年1月1日      | アガパンサス                    | EXILE『PHOENIX』                                 | 作詞       |
| 2022年1月1日      | STAY WITH ME                    | EXILE『PHOENIX』                                 | 作詞       |
| 2022年5月27日     | BE THE ONE                      | EXILE「BE THE ONE」                              | 作詞       |
| ACE OF SPADESの曲 |                                 |                                                  |            |
| 発売日            | 曲名                            | 収録作品                                         | 担当       |
| 2012年8月22日     | WILD TRIBE                      | ACE OF SPADES「WILD TRIBE」                      | 作詞       |
| 2012年8月22日     | NOW HERE                        | ACE OF SPADES「WILD TRIBE」                      | 作詞       |
| 2012年8月22日     | 誓い                            | ACE OF SPADES「WILD TRIBE」                      | 作詞       |
| 2016年6月15日     | Louder                          | V.A.『HiGH&LOW ORIGINAL BEST ALBUM』             | 作詞       |
| 2016年10月12日    | TIME FLIES                      | ACE OF SPADES×PKCZ® feat. 登坂広臣「TIME FLIES」 | 作詞       |
| 2019年2月20日     | 妄想                            | ACE OF SPADES『4REAL』                           | 作詞       |
| 2019年2月20日     | LAST NIGHT                      | ACE OF SPADES『4REAL』                           | 作詞・作曲 |
| 2019年2月20日     | Dream in the Mirror             | ACE OF SPADES『4REAL』                           | 作詞       |
| 2019年2月20日     | Lookin' for                     | ACE OF SPADES『4REAL』                           | 作詞       |
| ソロ曲            |                                 |                                                  |            |
| 発売日            | 曲名                            | 収録作品                                         | 担当       |
| 2013年6月26日     | with...                         | EXILE TAKAHIRO「一千一秒」                       | 作詞       |
| 2013年6月26日     | 二日月                          | EXILE TAKAHIRO「一千一秒」                       | 作詞       |
| 2013年6月26日     | 約束の空                        | EXILE TAKAHIRO「一千一秒」                       | 作詞       |
| 2014年3月5日      | Love Story                      | EXILE TAKAHIRO「Love Story」                     | 作詞       |
| 2014年3月5日      | Feelings                        | EXILE TAKAHIRO「Love Story」                     | 作詞・作曲 |
| 2014年3月5日      | ずっと                          | EXILE TAKAHIRO「Love Story」                     | 作詞       |
| 2015年9月23日     | 抱きしめたい                    | EXILE TAKAHIRO『the VISIONALUX』                 | 作詞       |
| 2015年9月23日     | Loving every moment             | EXILE TAKAHIRO『the VISIONALUX』                 | 作詞       |
| 2015年9月23日     | いつかまた会えたら              | EXILE TAKAHIRO『the VISIONALUX』                 | 作詞・作曲 |
| 2017年10月4日     | Eternal Love                    | EXILE TAKAHIRO「Eternal Love」                   | 作詞       |
| 2017年10月4日     | SUNSET KISS                     | EXILE TAKAHIRO「Eternal Love」                   | 作詞・作曲 |
| 2017年12月6日     | memories                        | EXILE TAKAHIRO『All-The-Time Memories』          | 作詞・作曲 |
| 2017年12月6日     | Alone                           | EXILE TAKAHIRO『All-The-Time Memories』          | 作詞・作曲 |
| 2017年12月6日     | BLACK BEANZ                     | EXILE TAKAHIRO『All-The-Time Memories』          | 作詞・作曲 |
| 2017年12月6日     | 春へ                            | EXILE TAKAHIRO『All-The-Time Memories』          | 作詞・作曲 |
| 2019年7月8日      | Last Night                      | EXILE TAKAHIRO「Last Night」                     | 作詞・作曲 |
| 2019年10月16日    | YOU are ROCK STAR               | EXILE TAKAHIRO「YOU are ROCK STAR」              | 作詞・作曲 |
| 2019年11月25日    | ON THE WAY 〜愛の光〜           | EXILE TAKAHIRO「ON THE WAY 〜愛の光〜」          | 作詞・作曲 |
| 2023年9月6日      | Message                         | EXILE TAKAHIRO『EXPLORE』                        | 作詞       |
| 2023年9月6日      | ウソナキ                        | EXILE TAKAHIRO『EXPLORE』                        | 作詞・作曲 |
| 2023年9月6日      | Happy Birthday                  | EXILE TAKAHIRO『EXPLORE』                        | 作詞・作曲 |
| 2023年9月6日      | EXPLORE                         | EXILE TAKAHIRO『EXPLORE』                        | 作詞・作曲 |
| 2024年4月10日     | FULL THROTTLE                   | EXILE TAKAHIRO『WILD & FREE』                    | 作詞・作曲 |
| 2024年9月23日     | DESTINY                         | EXILE TAKAHIRO「DESTINY」                        | 作詞・作曲 |
| 2024年12月5日     | Winter Song                     | EXILE TAKAHIRO「Winter Song」                    | 作詞       |
| その他            |                                 |                                                  |            |
| 発売日            | 曲名                            | 収録作品                                         | 担当       |
| 2009年2月25日     | My Buddy part. II               | J Soul Brothers『J Soul Brothers』               | 作詞       |
| 2014年8月27日     | Keep On Singing                 | EXILE TRIBE『EXILE TRIBE REVOLUTION』            | 作詞       |

### タイアップ
| 曲名                      | タイアップ                                                                    |
| ------------------------- | ----------------------------------------------------------------------------- |
| PLACE                     | 明治「Dorea」CMソング                                                         |
| 一千一秒                  | 日本テレビ『スッキリ!!』2013年6月度エンディングテーマ                         |
| 一千一秒                  | 第一興商「SmartDAM」CMソング                                                  |
| 一千一秒                  | WOWOW 連続ドラマW『鍵のない夢を見る』イメージソング                           |
| with...                   | NTTコミュニケーションズ「050plus」CMソング                                    |
| Love Story                | 日本テレビ系ドラマ『戦力外捜査官』主題歌                                      |
| Love Story                | Samantha Thavasa meets SAMANTHA KINGZ「カバンの中に、恋をおひとつ。」CMソング |
| 三角のオーロラ 〜青い春〜 | 小説『三角のオーロラ』主題歌                                                  |
| 抱きしめたい              | Samantha Thavasa meets SAMANTHA KINGZ「カバンの中に、恋をおひとつ。」CMソング |
| You                       | グリコ「牧場しぼり」CMソング                                                  |
| いつかまた会えたら        | 海外ドラマ『GOTHAM/ゴッサム』DVD CMソング                                     |
| Eternal Love              | ハウステンボス「光の王国」CMソング                                            |
| Canaria                   | ウタモノガタリ -CINEMA FIGHTERS project-『カナリア』主題歌                    |
| 道                        | 長崎国際テレビ『ひるじげドン』2022年12月度エンディングテーマ                  |
| Unconditional             | 日本テレビ系『DayDay.』2023年10月エンディングテーマ                           |

### 書籍
- TAKAHIROじゃらん（2021年1月22日、リクルート）ISBN 978-4862076908 [33]

## ライブ・イベント

### ファンクラブイベント
- 10月05日、10月06日：群馬・ベイシア文化ホール
- 10月16日：山口・周南市文化会館
- 10月18日：滋賀・滋賀県立芸術劇場 びわ湖ホール 大ホール
- 10月19日：岐阜・長良川国際会議場
- 10月30日：栃木・宇都宮市文化会館
- 11月07日：北海道・苫小牧市民会館
- 11月09日：秋田・秋田県民会館
- 11月13日：高知・高知県立県民文化ホール オレンジホール
- 11月15日：富山・オーバード・ホール
- 11月21日：長崎・長崎ブリックホール
- 12月08日：千葉・市川市文化会館
- 12月10日：宮城・仙台サンプラザホール
- 01月19日：埼玉・大宮ソニックシティ 大ホール
- 01月25日、01月26日：東京・昭和女子大学人見記念講堂
- 01月29日：愛知・愛知県芸術劇場 大ホール
- 01月31日：福岡・福岡サンパレス
- 02月03日：兵庫・神戸国際会館 こくさいホール
- 02月04日：広島・広島文化学園HBGホール
- 02月06日、02月07日：大阪・オリックス劇場

- 07月27日：福井・フェニックス・プラザ 大ホール
- 07月28日：石川・本多の森ホール
- 07月30日：新潟・新潟県民会館
- 08月01日：山形・やまぎんホール
- 08月10日：和歌山・和歌山県民文化会館 大ホール
- 08月11日：奈良・なら100年会館 大ホール
- 08月27日：香川・レクザムホール 大ホール
- 08月28日：鳥取・鳥取県立倉吉未来中心 大ホール
- 08月30日：島根・島根県民会館 大ホール
- 09月01日：岡山・岡山市民会館
- 09月05日：静岡・静岡市民文化会館 大ホール
- 09月07日：山梨・YCC県民文化ホール
- 09月10日：三重・三重県文化会館 大ホール
- 09月29日：佐賀・佐賀市文化会館
- 10月01日：大分・iichiko グランシアタ
- 10月03日：鹿児島・鹿児島市民文化ホール 第1ホール
- 10月07日：茨城・ザ・ヒロサワ・シティ会館
- 10月22日：福島・とうほう・みんなの文化センター
- 10月24日：青森・リンクステーションホール青森
- 10月26日：岩手・岩手県民会館
- 11月03日：徳島・鳴門市文化会館
- 11月04日：愛媛・松山市民会館
- 11月06日：京都・ロームシアター京都 メインホール
- 11月16日：長野・ホクト文化ホール
- 11月19日：神奈川・パシフィコ横浜 国立大ホール
- 11月21日：熊本・市民会館シアーズホーム夢ホール
- 11月22日：宮崎・宮崎市民文化ホール
- 11月25日：沖縄・沖縄コンベンションセンター 劇場

### 単独
- 4月13日：福島・けんしん郡山文化センター
- 4月15日：富山・オーバード・ホール
- 4月19日：静岡・静岡市民文化会館 大ホール
- 4月21日：三重・三重県文化会館 大ホール
- 4月23日：長野・ホクト文化ホール
- 4月28日：北海道・カナモトホール
- 5月08日：長崎・長崎ブリックホール
- 5月10日：和歌山・和歌山県民文化会館
- 5月11日：岡山・倉敷市民会館
- 5月17日：群馬・高崎芸術劇場 大劇場
- 5月19日：栃木・宇都宮市文化会館 大ホール
- 5月26日：高知・高知県立県民文化ホール オレンジホール
- 5月29日、5月30日：愛知・名古屋国際会議場 センチュリーホール
- 6月01日：宮城・仙台サンプラザホール
- 6月06日：福岡・福岡サンパレス
- 6月12日：東京・東京ガーデンシアター
- 6月14日、6月15日：大阪・オリックス劇場
- 6月18日：山口・周南市文化会館

- 9月21日：東京・日本武道館

- 12月26日：東京・東京国際フォーラム ホールA

- 4月17日、4月18日：神奈川・KT Zepp Yokohama
- 4月25日：北海道・Zepp Sapporo
- 5月07日、5月08日：福岡・Zepp Fukuoka
- 5月16日、5月17日：大阪・Zepp Osaka Bayside
- 5月20日、5月21日：愛知・Zepp Nagoya
- 5月25日、5月26日：東京・東京ガーデンシアター

- 9月21日、9月22日：東京・日本武道館

- 12月24日：東京・東京ガーデンシアター

### 合同
- EXILE TRIBE PERFECT YEAR 2014 SPECIAL STAGE "THE SURVIVAL" IN SAITAMA SUPER ARENA 10DAYS（2014年6月16日 - 6月18日、さいたまスーパーアリーナ）[44]
- THE NINE WORLDS presents 九楽舞 博多座（2017年3月31日 - 4月2日、博多座）[45]
- LDH LIVE-EXPO 2024 -EXILE TRIBE BEST HITS-（2024年10月26日 - 10月27日、ヤンマースタジアム長居）[46]

### 配信
- EXILE TAKAHIRO ONLINE 〜X'mas 大イヴ〜 LIVE（2021年12月8日、CL）[47]

### その他
- 個展「始 -絵具バカ日誌-」（2014年6月12日 - 6月22日、さいたまスーパーアリーナ TOIRO）

## 出演

### テレビドラマ
- 戦力外捜査官（2014年1月 - 3月、日本テレビ） - 設楽恭介 役
  - 戦力外捜査官 SPECIAL（2015年3月21日）
- ワイルド・ヒーローズ（2015年4月 - 6月、日本テレビ） - 主演・瀬川希一（キー坊） 役
- HiGH&LOW〜THE STORY OF S.W.O.R.D.〜（2015年10月 - 12月、日本テレビ） - 雨宮雅貴 役
  - HiGH&LOW Season2（2016年4月 - 6月）

### 映画
- ROAD TO HiGH&LOW（2016年5月） - 雨宮雅貴 役
  - HiGH&LOW THE MOVIE（2016年7月）
  - HiGH&LOW THE RED RAIN（2016年10月） - 主演
  - HiGH&LOW THE MOVIE 2 / END OF SKY（2017年8月）
  - HiGH&LOW THE MOVIE 3 / FINAL MISSION（2017年11月）
- 僕に、会いたかった（2019年5月） - 主演・池田徹 役[48]
- 3人の信長（2019年9月） - 主演・信長・甲 役[49]

### 短編映画
- ウタモノガタリ-CINEMA FIGHTERS project-「カナリア」（2018年6月） - 主演・永田亮 役[50]

### 舞台
- MOJO（2017年6月 - 7月） - 主演・ベイビー 役[51]

### テレビ番組
- さんま&EXILEの世界に一つだけの歌（2009年12月30日・2010年4月9日、テレビ朝日） - MC [52]
- EX-LOUNGE（2012年11月 - 2013年3月、TBS） - MC[53]
- バイキング（2014年4月 - 2015年3月、フジテレビ） - 火曜隔週MC[54]

### ラジオ
- 太田胃散 presents Friday Night Party（2022年11月、TOKYO FM）[55]

### CM
- 明治
  - 「Fran」（2009年）[56]
  - 「明治ミルクチョコレート」（2010年 - 2011年）[57]
  - 「Dorea」（2011年 - 2012年）[58]
- トヨタ自動車「WISH」（2009年）
- ロート製薬「ロートジー」（2010年 - 2012年）[59]
- キリンビバレッジ「大人のキリンレモン」（2010年 - 2011年）[60]
- 富士通
  - 「ARROWS」（2011年）[61]
  - 「FMV」（2012年）[62]
- GREE「聖戦ケルベロス」（2011年 - 2012年）[63]
- NTTコミュニケーションズ「050plus」（2011年 - 2013年）[64]
- コーセー「adidas skin protection」（2012年）[65]
- 日本コカ・コーラ「コカ・コーラ ゼロ」（2013年）[66]
- 第一興商「SmartDAM」（2013年）[67]
- Samantha Thavasa meets SAMANTHA KINGZ（2014年 - 2015年）[68]
- 洋服の青山（2014年 - 2015年）[69]
- 江崎グリコ「牧場しぼり」（2015年）[70]
- サントリー「ザ・モルツ」（2015年 - 2016年）[71]
- 日清食品「カップヌードル」（2018年）[72]
- 宝酒造「極上レモンサワー」（2021年）[73]
- プレミアグループ「カープレミア」（2024年）[74]

### ミュージックビデオ
- 厚生労働省 知って、肝炎プロジェクト テーマソング「笑顔の明日」（2016年）[75][76]
- RED DIAMOND DOGS「RED SOUL BLUE DRAGON」（2018年）[77]

### アニメ
- 『HiGH&LOW g-sword』アニメーションDVD付き特装版 フラッシュアニメ（2017年） - 雨宮雅貴 役

### 連載
- MEN'S NON-NO（2013年11月号 - 2016年3月号）

### その他
- 環境省 動物愛護ポスター（2009年・2013年）[78][79]
- 第34回鳥人間コンテスト「東北大学Windnauts」チームサポーター（2011年）[80]
- 佐世保観光名誉大使（2016年9月 - ）[2]
- 第一生命「小中学生サラ川選手権」「夏休みこどもミニ作文コンクール」応援サポーター（2018年）[81]
- 宝酒造「レモンサワーで日本を元気に!」プロジェクト スペシャルサポーター（2020年 - 2022年）[82]
- リクルートライフスタイル『じゃらん』30周年アンバサダー（2020年）[33]
- 長崎県「長崎の変」スペシャルムービー（2022年） - EXILE NEKOHIRO 役[83]
- ながさきピース文化祭2025 アンバサダー（2025年）[84]

## プロデュース
- EXILE「Turn Back Time feat. FANTASTICS」 (Lyric Video)（2018年）[85]
- 佐世保市立黒島小中学校 門柱 揮毫（2018年）[86]
- JR九州「Choo Choo 西九州 TRAIN」プロジェクト 在来線キハ47形車両デザイン（2022年）[5]
- フレグランスブランド「bgm」（2023年 - 2025年）[87][88][89]
- 北方謙三『森羅記』題字（2024年）[90]
- LDH MEETS WORKMAN「ZERO-STAGE」監修（2025年）[91]